# Lana Cooper

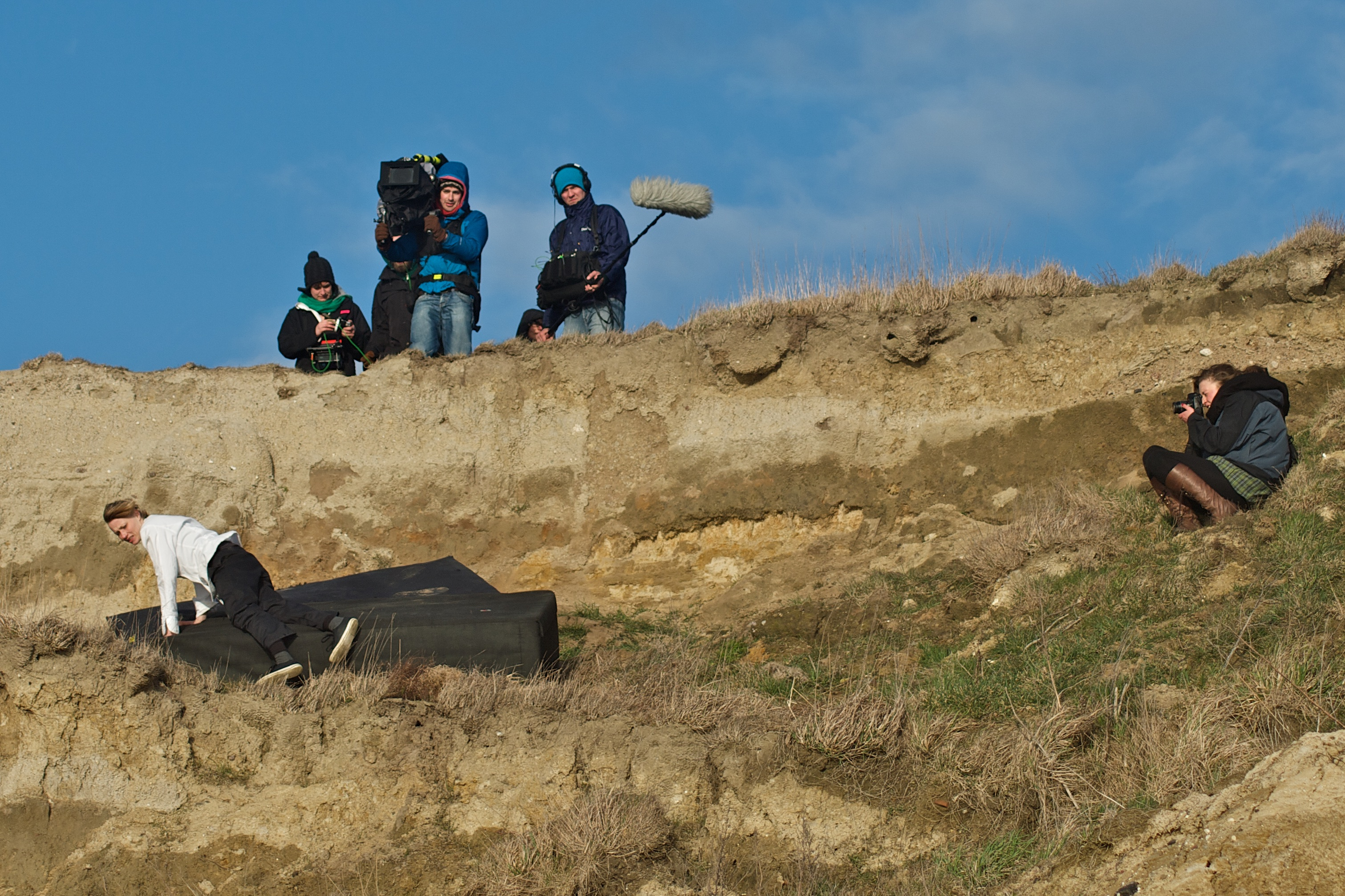
Dreharbeiten zum Film "Love Steaks" an der Steilküste südlich von Ahrenshoop. Links, in weißer Jacke die Hauptdarstellerin Lana Cooper (2012)

Lana Cooper (* 1981 in Hamburg) ist eine deutsche Schauspielerin.

## Leben
Cooper war von 2002 bis 2004 am Jugendtheater des Deutschen Schauspielhauses Hamburg beschäftigt und studierte von 2005 bis 2007 am Hamburger Schauspiel-Studio Frese.  2008 war sie in dem Film Fleisch ist mein Gemüse erstmals im Kino zu sehen. In dem mehrfach ausgezeichneten Mumblecore-Film Love Steaks von 2013 ist sie neben Franz Rogowski in einer Hauptrolle zu sehen.
Episodenrollen hatte Cooper 2014 bei SOKO Wismar und 2015 bei Unter Gaunern. 2016 spielte sie neben Jella Haase in dem Filmdrama Looping. 2017 war sie im 25. Fall der Kommissarin Lucas in der Folge Familiengeheimnis zu sehen. In dem ARD-Fernsehfilm Frankfurt, Dezember 17 verkörpert Cooper eine Krankenschwester. Ein größeres Echo erhielt sie mit ihrer Darstellung in dem Polizeiruf 110 Einer für alle, alle für Rostock.
Im Februar 2021 outete sie sich im Rahmen der Initiative #actout im SZ-Magazin mit 184 anderen lesbischen, schwulen, bisexuellen, queeren, nicht-binären und trans* Schauspielern.

## Filmografie
- 2003: Woyzeck
- 2006: Der Dicke
- 2007: Tasio in Metropolis (Stummfilm)
- 2007: Groupies, Rockstars, Mörder (Kinokurzfilm)
- 2008: Fleisch ist mein Gemüse
- 2008: 10 EURO 10 (Kinokurzfilm)
- 2008: Die Erfolgsgarantie (Kinokurzfilm)
- 2009: Fiska (Kinokurzfilm)
- 2009: 102 PS (Kinokurzfilm)
- 2010: Bedways
- 2010: Bedtime Stories (Kinokurzfilm)
- 2010: Dickes Blut (Kinokurzfilm)
- 2011: Im Puls (Kurzfilm)
- 2011: Dinner Royal (Kinokurzfilm)
- 2012: Liv (Kinokurzfilm)
- 2013: Love Steaks
- 2013: Geld her oder Autsch′n!
- 2013: Sag es und mein es (Kinokurzfilm)
- 2014: Marder (Kinokurzfilm)
- 2014: SOKO Wismar (Fernsehserie, Folge Durchzug)
- 2014: Schmitke
- 2014: Dieses Sommergefühl
- 2015: Unter Gaunern (Fernsehserie, Folge Von Fälschern & Chinesen)
- 2015: Kaltfront
- 2015: Mordkommission Berlin 1
- 2016: Looping
- 2016: Wir sind die Flut
- 2016: Beat Beat Heart
- 2016: a boy named river-toothpainter (Musikvideo)
- 2016: La Ruche (Kinokurzfilm)
- 2017: Tiger Girl
- 2017: Kommissarin Lucas – Familiengeheimnis
- 2017: Polizeiruf 110: Einer für alle, alle für Rostock
- 2017: Blind & Hässlich
- 2017: Familie ist kein Wunschkonzert
- 2017: Deutschland 86
- 2018: La Ruche (Kurzfilm)
- 2018: Kim hat einen Penis
- 2018: Tatort: Mitgehangen
- 2018: Liebesfilm
- 2018: Hackerville
- 2018: So was von da
- 2018: Storkow Kalifornia
- 2018: Frankfurt, Dezember 17
- 2019: Stand Up
- 2020: Über die Grenze – Rausch der Sterne
- 2020: Tatort: Das ist unser Haus
- 2020: Tatort: Der böse König
- 2021: Gefährliche Nähe
- 2021: Leonidas
- 2021: Eldorado KaDeWe – Jetzt ist unsere Zeit
- 2022: Martha Liebermann – Ein gestohlenes Leben
- 2022: Bulldog
- 2023: Conti – Meine zwei Gesichter
- 2023: LasVegas
- 2023: Die Augenzeugen (Fernsehserie)
- 2023: Der Upir (Fernsehserie, 7 Folgen)
- 2023: Gstrogötter (Fernsehfilm)
- 2024: Für immer Sommer (Fernsehreihe, 2 Folgen)
- 2025: Das Glück der Tüchtigen

## Theater (Auswahl)
- 2005: Phoenix (Deutsches Schauspielhaus)
- 2005: Der zerbrochene Krug (Deutsches Schauspielhaus)
- 2005: California Dreaming (Deutsches Schauspielhaus, Malersaal)
- 2006: Kongress der Planetenvereinigung (Thalia in der Gaußstraße)
- 2007: Ich Kommunist, du Manifest
- 2009: Alice in Schlunderland (St. Pauli-Theater Hamburg)

## Preise und Auszeichnungen
- 2013: Förderpreis Neues Deutsches Kino zusammen mit Franz Rogowski für Love Steaks
- 2014: Evolution Mallorca Filmfestival Preis als beste Schauspielerin für Love Steaks
- 2016: Achtung Berlin Filmfest Preis als beste Schauspielerin für Looping
- 2017: Günter-Rohrbach-Filmpreis – Darstellerpreis für Beat Beat Heart[3][4]